# Acacia everistii
Acacia everistii är en ärtväxtart som beskrevs av Leslie Pedley. Acacia everistii ingår i släktet akacior, och familjen ärtväxter. Inga underarter finns listade i Catalogue of Life.